# 滇黔苎麻
滇黔苎麻（学名：Boehmeria pseudotricuspis）是荨麻科苎麻属的植物，为中国的特有植物。分布于中国大陆的贵州、云南等地，生长于海拔1,200米至1,800米的地区，多生长于山坡林边或灌丛中，目前尚未由人工引种栽培。